# Edmund Glaise von Horstenau

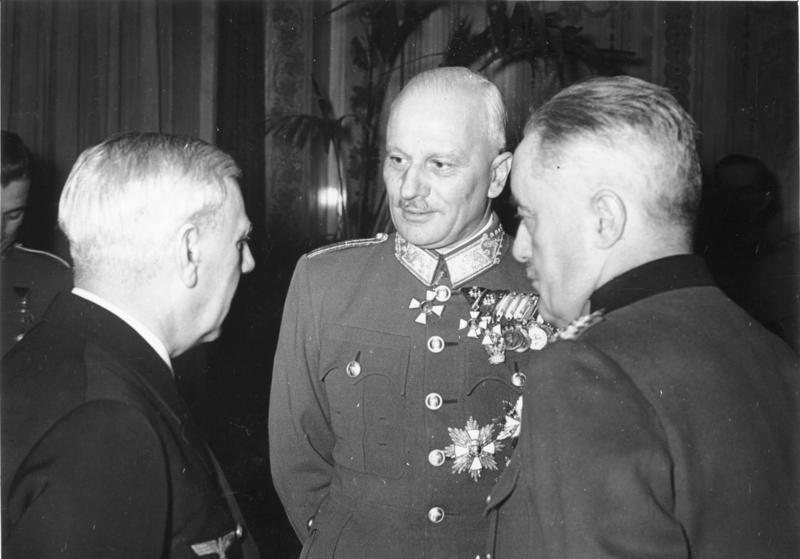
Edmund Glaise-Horstenau al centro entre Wilhelm Canaris y Bitez Bartha

Edmund Glaise von Horstenau (Braunau am Inn, Imperio austrohúngaro; 27 de febrero de 1882-Núremberg, Alemania; 20 de julio de 1946) fue un historiador austríaco y general (General der Infanterie) de la Wehrmacht durante la Segunda Guerra Mundial.

## Biografía
Edmund Glaise von Horstenau nació en 1882 en el Imperio austrohúngaro, en el mismo pueblo de Braunau donde nacería Adolf Hitler siete años más tarde. Von Horstenau participó en la Primera Guerra Mundial como oficial del Estado Mayor y después trabajó como jefe de Archivos de Guerra en Austria, desde 1925 hasta 1938. Además, fue uno de los primeros en unirse al partido nazi en ese país, siendo el segundo en importancia después de Arthur Seyss-Inquart.
En 1934, fue nombrado consejero y, desde 1936 hasta 1938, fue ministro de Interior durante el mandato del canciller austríaco Kurt Schuschnigg. Luego fue nombrado vicecanciller y apoyó los preparativos para el Anschluss. Una vez anexada Austria, Von Horstenau fue nombrado Gruppenführer e incorporado a la Wehrmacht a cargo de seis divisiones de infantería.
Alemania invadió Yugoslavia el 6 de junio de 1941 y Von Horstenau fue nombrado plenipotenciario general en Zagreb, la capital del Estado Independiente de Croacia, que había sido una provincia del Imperio austrohúngaro, Ante Pavelić, su gobernante había sido reconocido por Alemania. Edmund Glaise von Horstenau y sus tropas se acantonaron en Zagreb. Los croatas en ese momento mantenían brutales hostilidades relacionadas con intolerancia religiosa con la población serbia en Yugoslavia, los croatas eran simpatizantes de los italianos fascistas y, por tanto, aliados de Alemania. La Wehrmacht fue por decir lo menos, impotente, así como de los fascistas italianos, ante la agresión a los serbios, apoyando con no-intervenir a los Ustasha, un grupo paramilitar pertenecientes a la religión católica croata, en extremo crueles que deseaban el exterminio de los ortodoxos, judíos, gitanos y comunistas, es decir, serbios.

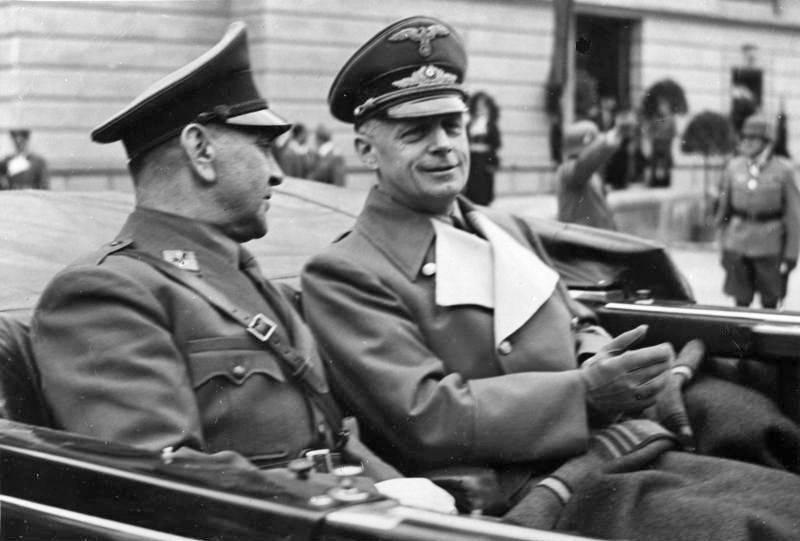
Joachim von Ribbentrop y Ante Pavelić (izquierda)

Los Ustasha habían desatado una feroz y cruel represalia contra civiles indefensos y Von Horstenau documentó los horrores que vio a pesar de que no estimaba a los serbios, quejándose ante Wilhelm Keitel en Berlín de la horripilante barbarie cometida en ese Estado diciendo que «Pavelic se ha vuelto loco de odio». Obviamente, Himmler era informado directamente por Pavelić y apoyaba de forma entusiasta la matanza de más de trescientos mil serbios. La actitud de testigo crítico de la conducta croata le trajo enemistad con el gobernador Ante Pavelić quien tensó las relaciones con Berlín. El OKW restó importancia a las observaciones de Von Horstenau y este muy decepcionado decidió apoyar el golpe de Estado Lorković-Vokić con el objeto de derrocar al sanguinario gobernador.
El Gobierno croata lo declaró persona non grata por sus hechos y von Horstenau fue retirado del escenario y se le encargó tareas de segundo orden en Berlín hasta su captura por los Estados Unidos en 1945. Fue llevado a Núremberg, al campo de prisioneros de Langwasser e interrogado intensamente de sus acciones en la Croacia yugoslava. Temiendo Von Horstenau que pudieran trasladarlo para Yugoslavia y ser juzgado como procroata por el gobierno de Josip Broz Tito, se suicidó el 20 de julio de 1946.

## Distinciones
- Orden sueca de 2.ª clase.
- Orden de mérito militar proporcionada por Bulgaria.